# Agent A: A Puzzle in Disguise
Agent A: A Puzzle in Disguise est un jeu vidéo d'aventure développé et édité par Yak & Co, sorti en 2015 sur iOS et Android et, sur PC, Mac et Linux.

## Accueil
- Adventure Gamers : 3/5[1]
- Canard PC : 7/10[2]
- Gamezebo : 4/5[3]
- TouchArcade : 4/5[4]